# Exorista flavida
Exorista flavida là một loài ruồi trong họ Tachinidae.